# Zahlungsrisiko
Zahlungsrisiko ist in der Wirtschaft das Risiko, dass ein Auftraggeber/Importeur/Käufer (Schuldner) seinen Zahlungsverpflichtungen nicht, nicht vollständig oder verspätet nachkommen kann.

## Allgemeines
Einem Zahlungsrisiko ausgesetzt sind Auftragnehmer/Exporteure/Verkäufer (Gläubiger), wenn Güter oder Dienstleistungen nicht – wie beim Kaufvertrag üblich – Zug um Zug vom Schuldner bezahlt werden. Die Zahlungsbedingungen können stattdessen vorsehen, dass der Schuldner erst nach Lieferung Zahlung leisten muss, ihm also ein Zahlungsziel eingeräumt wird. Dieses Zahlungsziel stellt einen Lieferantenkredit dar, der sich durch ein Zahlungsrisiko äußert. Je weiter dieses Zahlungsziel hinausgeschoben ist, umso höher fällt das Zahlungsrisiko aus. Das Zahlungsrisiko besteht im Kern aus der Gefahr von Zahlungsstörungen beim Schuldner.

## Rechtsfragen
Der Käufer ist beim Kaufvertrag nach § 433 Abs. 2 BGB verpflichtet, dem Verkäufer den vereinbarten Kaufpreis zu zahlen und die gekaufte Sache abzunehmen. Beim Werkvertrag ergibt sich diese Pflicht aus § 631 Abs. 1 BGB. Die konkrete Fälligkeit der Zahlung des Schuldners ergibt sich aus den Zahlungsbedingungen (beispielsweise „10 Arbeitstage nach Lieferung“, „Zahlungsfälligkeit: 15. Dezember 2018“).

## Außenhandel
Der Lieferantenkredit (englisch supplier credit) wird zum Exportkredit, wenn der Lieferant mit dem Importeur eine Zahlungsfrist vereinbart hat; Akkreditiv oder Dokumenteninkasso sind hingegen kein Lieferantenkredit. Das Zahlungsrisiko erhöht sich – außerhalb der EU-Mitgliedstaaten – bei Auslandsberührung um das Länderrisiko, das aus einem Wechselkursrisiko, Transferstopprisiko und einem Moratoriumsrisiko (Zahlungsverbot) besteht. Der Exporteur trägt dann nicht nur das Bonitätsrisiko des Importeurs, sondern muss auch die politische/wirtschaftliche Situation des Importeur-Landes berücksichtigen. Auch höhere Gewalt kann zur Entstehung eines Zahlungsrisikos beitragen.

## Wirtschaftliche Aspekte
Forderungen beinhalten für den Gläubiger ein Kreditrisiko, durch das sie einer Wertminderung unterliegen, die sich durch einen Forderungsverlust zeigt. Indizien hierfür sind beispielsweise:
- Zahlungsverzug des Kunden:

Der Schuldner kommt mit seiner Zahlungspflicht nicht nach.
- Informationen über finanzielle Schwierigkeiten des Kunden:

Der Lieferant kann sich über bestimmte Auskunftssysteme (in Deutschland z. B. Bankauskunft, Schufa) Informationen beschaffen, durch welche er beurteilen kann, ob der Schuldner in der Vergangenheit einer Forderung nicht oder nicht vollständig nachgekommen ist.
- Eröffnung eines Insolvenzverfahrens (Insolvenzrisiko)

Als Insolvenzverfahren (in Österreich: Konkurs) wird die Situation bezeichnet, in der der Kunde seine Zahlungsverpflichtung gegenüber einem Lieferanten nicht mehr erfüllen kann.
Liegen Indizien für eine Wertberichtigung vor, so ist die Forderung nicht mehr werthaltig und muss entsprechend korrigiert werden, d. h. die Forderung wird um den Betrag reduziert, der voraussichtlich ausfällt. Der Grad der Einbringlichkeit einer Forderung wird bei zweifelhaften Forderungen genauer zu untersuchen sein. Dabei gibt der Debitorenstatus Auskunft darüber, ob und inwieweit ein Forderungsausfall zu erwarten ist. Dem latenten Forderungsrisiko wird mit Pauschalwertberichtigungen begegnet, konkrete Forderungsrisiken werden durch Einzelwertberichtigung berücksichtigt.

## Forderungsmanagement
Innerhalb des Risikomanagements sorgt das Forderungsmanagement dafür, dass die Forderungen aus Lieferungen und Leistungen dauerhaft überwacht werden. Die laufende Überwachung geschieht beispielsweise durch Kreditwürdigkeitsprüfungen oder externe Prüfung über Ratingagenturen.
Das Risiko eines Zahlungsausfalls kann gemindert oder bei einem Ausfall auch verkauft werden. Eine Minderung des Zahlungsrisikos wird durch eine Prüfung der Kreditwürdigkeit vor Vertragsabschluss erreicht. Dort, wo der Bestand an Forderungen einen hohen Anteil an der Bilanzsumme eines Gläubigers aufweist, lohnt sich ein Debitorenrating, das die Debitoren nach dem Grad der Einbringlichkeit mit einem Rating versieht.

## Risikobewältigung
Durch Risikobewältigung lässt sich das Zahlungsrisiko ausschalten. Mögliche Maßnahmen sind:
- Abschluss einer Delkredereversicherung:[4]

Es dient zur Absicherung von Forderungsausfällen aus Warenlieferungen, Dienst- und Werkleistungen bei Zahlungsunfähigkeit des Schuldners. Der Versicherungsumfang umfasst den Ausfall einer oder aller Forderungen des Gläubigers beim Versicherungsunternehmen. In der Regel führen die Kreditversicherungen eine Bewertung und Einschätzung des Risikos der Forderung durch, woran die Versicherungsprämie orientiert wird. Je nach Risiko kann die Prämie relativ hoch sein, was somit die Folge hat, dass sich diese oft nur dann lohnen, wenn eine einzelne Forderung für den Betrieb existenzbedrohend ist.
- Abschluss einer Exportkreditversicherung:[5]

Kann der Importeur keine Zahlungssicherheit beibringen, ist der Abschluss einer Exportkreditversicherung mit dem Schwerpunkt Delkredereversicherung möglich.
- Zahlungsgarantie, Akkreditiv oder Dokumenteninkasso:

Die Zahlungsbedingungen können vorsehen, dass der Schuldner die Zahlungsgarantie eines Kreditinstituts oder eines Versicherers beibringt. Durch Akkreditiv oder Dokumenteninkasso wird das Zahlungsrisiko ausgeschaltet.
- Lieferung gegen Vorkasse:[6]

Das am häufigsten angewandte vertragliche Sicherungsmittel ist die Vorkasse durch Anzahlung oder Vorauszahlung. Hierbei erfolgt die Lieferung bzw. die Dienstleistung nur dann, wenn der Geschäftspartner vorab die Zahlung getätigt hat.

- Lieferung unter Eigentumsvorbehalt:[7]

Bei der Vereinbarung eines Eigentumsvorbehaltes bleibt der Verkäufer auch nach Übergabe bis zur endgültigen Bezahlung der Ware Eigentümer. Diese Vertragsgestaltung bietet besonders bei Insolvenzfällen einen Schutz.
- Sicherungsübereignungen:[7]

Bei einer Sicherungsübereignung werden zur Sicherung des Verkäufers Gegenstände des Sicherungsgebers an den Verkäufer übereignet. In der Regel können die Gegenstände bei dem Kunden verbleiben, sollte er wirtschaftlich auf diese angewiesen sein.
- Clearing oder Netting:[8]

Besitzt der Gläubiger auch Verbindlichkeiten gegenüber seinen Schuldnern, so kann er mit diesen im Wege des Clearing oder Netting aufrechnen. Hierdurch verschwindet sein Zahlungsrisiko in Höhe seiner Verbindlichkeiten.
Außerdem können Forderungen auch verkauft werden (Factoring, Forfaitierung), wenn sie ein Finanzrisiko enthalten. Hierbei verkauft ein Unternehmen seine Forderungen gegen seine Kunden an ein anderes Unternehmen (Factor). Die Forderung gehört dann dem Factor, der sie bei Fälligkeit dem Endkunden gegenüber geltend macht. Mit dem Verkauf ist das Finanzrisiko beim Verkäufer verschwunden.

## Finanzwesen
Unter einem Zahlungs- oder Abwicklungsrisiko (englisch settlement risk) wird im Finanzwesen auch die Gefahr verstanden, dass die Abwicklung mit Kontrahenten in einem Zahlungssystem oder Wertaustauschsystem nicht wie erwartet erfolgt.